# قطريات الحراشف
قطريات الحراشف (الاسم العلمي:†Stagonolepididae) هي فصيلة منقرضة من الزواحف تتبع رتبة الأيتوصوريات من الأركوصورات.

## التصنيف
- قطري الحراشف